# Bye Bye Nerdie
«Bye Bye Nerdie» (с англ. — «Пока, зануда») — шестнадцатый эпизод двенадцатого сезона мультсериала «Симпсоны». Впервые вышел в эфир 11 марта 2001 года на телеканале FOX. 18 августа 2009 года вышел на DVD.

## Сюжет
В этой серии в спрингфилдскую начальную школу прибывает новенькая ученица — несимпатичная рыжая девочка по имени Франсина. Лиза, опасаясь за то, что Франсине будет тяжело влиться в коллектив, пытается первой подружиться с ней. Однако Франсина оказывается хулиганкой, и все попытки завести знакомство и найти общие интересы заканчиваются избиениями и унижениями Лизы. В отчаянии Лиза просит школьных задир — Нельсона, Дольфи, Джимбо и Керни — о защите, но те отказываются связаться с девочкой-хулиганкой. Лиза предпринимает попытки узнать, почему Франсина обижает её и других «ботаников», но не трогает остальных учеников.
Тем временем Гомер, узнав от предпринимательницы о проблеме детской безопасности, становится ею одержим. С помощью обивки острых углов мягкими подушками и прочих улучшений он делает безопасным для детей сначала свой дом, а затем и весь город, существенно уменьшая число несчастных случаев. Об этом говорят в новостях, упомянув и о последствиях — увольнение многих людей, чья работа была связана с больными детьми. Гомер, чувствуя себя виноватым перед этими людьми, берётся возвращать всё как было.
Просматривая записи со школьных камер видеонаблюдения, Лиза замечает, что Франсина не проявляла агрессии в школьном бассейне, когда её нос был зажат прищепкой. Лиза проводит научные исследования «ботаников» и находит феромон, выделяемый ими с потом и, вероятно, привлекающий хулиганов. Проверяя свою теорию, Лиза обрызгивает феромоном известного боксёра Дредерика Татума, посетившего школу, что вызывает к нему неконтролируемую агрессию со стороны Нельсона, главного хулигана класса. Она предоставляет это явление на научной конференции Профессора Фринка, продемонстрировав, как изменяется поведение Франсины, когда она чует запах пота с феромоном «ботаников», или наоборот, когда этот запах перебивается салатным соусом. Это открытие будоражит научное общество. К концу серии запах салатного соуса спадает, и Франсина кидается сначала на присутствующих в зале учёных, а потом — на зрителя.

## Производство

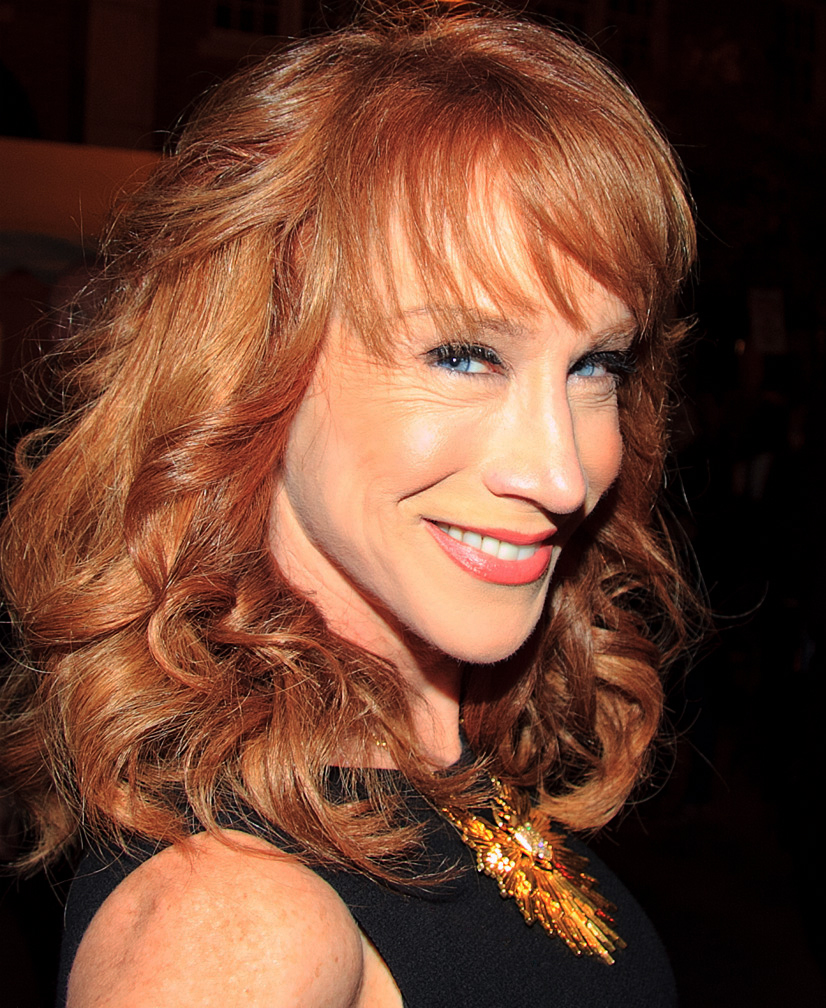
Актриса Кэти Гриффин, озвучившая Франсину.

Эпизод стал частью двенадцатого сезона «Симпсонов» (2000—2001) и был написан сценаристами Джоном Фринком и Доном Пэйном. «Bye Bye Nerdie» стал первым эпизодом шоу, срежиссированным Лорен Макмаллан, которая присоединилась к «Симпсонам» после отмены мультипликационного сериала «Мишн Хилл». Для озвучивания Франсины была приглашена актриса и комик Кэти Гриффин. Макмаллан самостоятельно разработала этого персонажа. Она пыталась сделать его похожим на профессионального хулигана, заставив её всюду таскать свою коробочку для завтрака, как портфель.
Изначально эпизод планировалось назвать «Lisa the Bully» (с англ. — «Хулиган Лиза»), потому что первоначальной идеей эпизода было показать, как Лиза, сытая по горло поведением Франсины, пытается её ударить. Однако по замыслу она должна была промазать и случайно попасть по Сеймуру Скиннеру, что привело бы её к суду по делам несовершеннолетних. По словам шоураннера Майка Скалли, во время работы над серией было решено включить в эпизод множество замечаний о том, как чувствует себя новый ученик в школе. Эпизод должен показывать, как в реальной жизни «бедного нового ребёнка всегда обижают только за то, что он новичок, а другие студенты обычно ищут в ребёнке что-то чужое, странное».
Побочный сюжет о том, как Гомер вступает в бизнес детской безопасности, был вдохновлён случаем, произошедшим с Пейном и его беременной женой: предприниматель посетил их дом, чтобы проверить, является ли он достаточно безопасным для детей. В своём интервью для Star-News Пейн так комментирует это событие: «вы нанимаете этого человека, чтобы он проник в ваш дом и отметил, какие изменения вы можете проделать. Они заставляют вас чувствовать, что вы самый ужасный человек на свете, а ваш дом — храм злого рока». «Bye Bye Nerdie» включает в себя сцену, основанную на этом случае, в которой предпринимательница (озвученная актрисой Тресс Макнилл) посещает Гомера с Мардж и преувеличивает опасность их дома. Во время сцен, в которых Гомер пытается улучшить безопасность младенцев в Спрингфилде, играет песня «Always Safety First» (с англ. — «Безопасность всегда на первом месте») группы NRBQ.

## Выпуск на DVD
18 августа 2009 года «Bye Bye Nerdie» была выпущена на DVD как часть бокс-сета «The Simpsons — The Complete Twelfth Season». Люди, работавшие над серией — Майк Скалли, Дон Пэйн, Лорен Макмаллан, Тим Лонг, Иан Макстон-Грэм, Мэтт Сэлман, Том Гаммилл, Ёрдли Смит и Стивен Ден Мур — записали аудиокомментарии к эпизоду. В DVD были также включены вырезанные сцены.

## Критика
Эпизод просмотрели примерно 8,8 миллионов семей, рейтинг Нильсена — 8,7, что ставит эпизод на 26 место в рейтинге недели с 5 по 11 марта 2001 года.
«Bye Bye Nerdie» получила в основном положительные оценки критиков. Колин Якобс из DVD Movie Guide прокомментировал эпизод так: «„Nerdie“ — один из лучших эпизодов 12 сезона. Оба сюжета хорошо проработаны, хотя мне больше понравилась часть с детской безопасностью. Он несколько беднеет к концу, но содержит немало хороших кусочков. Эпизод держит нас заинтересованными и развлекает». Мак Макэнти из DVD Verdict назвал сцену, в которой дети представляют, каким будет новый ученик, лучшей в эпизоде.
26 июля 2007 года журнал Nature включил «Bye Bye Nerdie» в список 10 лучших научных сцен в «Симпсонах» (англ. The Top Ten science moments in The Simpsons).

## Культурное влияние
Сцена, в которой профессор Фринк, чтобы привлечь внимание аудитории, кричит «Пи равно трём!», заставляя всех охнуть, и эпизод целиком были использованы математиками Сарой Гринвальд из Appalachian State University и Эндрю Нестлером из Santa Monica College на лекциях о числе пи.